# Liste des musées des Landes
Cet article dresse la liste exhaustive des musées du département français des Landes.

## Par ville

### Biscarrosse
- Musée historique de l'hydraviation (Musée de France)
- Musée des traditions et de l'histoire de Biscarrosse

### Capbreton
- Écomusée de la pêche et de la mer

### Dax
- Musée de l'Aviation légère de l'Armée de terre et de l'Hélicoptère
- Musée de Borda (Musée de France)
- Musée Georgette-Dupouy

### Labastide-d'Armagnac
- Écomusée de l'Armagnac

### Lit-et-Mixe
- Musée vieilles Landes

### Marquèze
- Écomusée de la Grande Lande

### Mimizan
- Musée municipal de Mimizan, dédié au clocher-porche et à l'histoire de Mimizan
- Maison du patrimoine de Mimizan

### Mont-de-Marsan
- Musée Despiau-Wlérick, musée de France de sculpture moderne figurative dédié à Charles Despiau et Robert Wlérick ;
- Musée Dubalen, musée d'archéologie nommé en l'honneur de son fondateur, Pierre-Eudoxe Dubalen.

### Montfort-en-Chalosse
- Musée de la Chalosse (Musée de France)

### Parentis-en-Born
- Musée du Pétrole (n'existe plus au 08/2009)

### Samadet
- Musée départemental de la Faïence et des Arts de la table

### Sanguinet
- Musée archéologique municipal de Sanguinet (Musée de France)

### Soustons
- Musée des traditions et des vieux outils

## Musées relevant du conseil départemental
Ils ont tous le label Musée de France
- Musée de Borda (Dax)
- Atelier des produits résineux (Luxey)
- Musée de la Chalosse (Montfort-en-Chalosse)
- Musée historique de l'hydraviation (Biscarrosse)
- Musée départemental de la Faïence et des Arts de la table (Samadet)
- Écomusée de la Grande Lande - Marquèze
- Musée Despiau-Wlérick (Mont-de-Marsan)
- Centre départemental du Patrimoine (Hastingues)
- Musée archéologique municipal de Sanguinet (Sanguinet)

## Autres musées et expositions
- Musée de la course landaise (Bascons)
- Maison de l'Airial (Bias)
- Musée des traditions et de l'histoire de Biscarrosse (Biscarrosse)
- Maison de la Dame de Brassempouy (Brassempouy)
- Musée des forges de Brocas
- Maison de la vannerie (Castelnau-Chalosse)
- Musée de l'Aviation légère de l'Armée de terre et de l'Hélicoptère (Dax)
- Musée Georgette-Dupouy (Dax)
- Pavillon de la Résistance et de la Déportation (Grenade-sur-l'Adour)
- Petit musée de l'histoire landaise (Grenade-sur-l'Adour)
- Centre d'exposition de Saint-Jacques-de-Compostelle (Hastingues)
- Écomusée de l'Armagnac (Labastide-d'Armagnac)
- Temple des Bastides (Labastide-d'Armagnac)
- Musée de la vie rurale en pays landais (Laluque)
- Musée vieilles Landes (Lit-et-Mixe)
- Maison de l'Estupe-huc (Luxey)
- Espace patrimonial Rozanoff (Mont-de-Marsan)
- Musée du 34e Régiment d'Infanterie (Mont-de-Marsan)
- Musée - Centre culturel de Montaut (Montaut)
- Musée du paysan (Saint-Justin)
- Maison de Pierre Benoît (Saint-Paul-lès-Dax)
- Musée d'art et d'histoire du Cap de Gascogne (Saint-Sever)
- Ranquines - Berceau de saint Vincent de Paul (Saint-Vincent-de-Paul)
- Musée des traditions et des vieux outils (Soustons)
- Musée de la mine de Saint-Lon-les-Mines